# Marie-Claire van den Berg
Marie-Claire van den Berg (Oostvoorne, 26 juli 1974) is een Nederlandse journaliste, schrijfster, columniste en presentator.
Van den Berg presenteerde als vaste invaller TROS Radio Online op Radio 1. In dat programma verzorgde ze tevens een wekelijkse rubriek, waarin een nieuw gadget, applicatie of internetdienst werd getest. Daarnaast werkt ze regelmatig als redacteur voor het radioprogramma De Nieuwsshow en was ze in 2005 medeoprichter van het LLiNK-radioprogramma De Geitenwollensokkenshow. In 2014 presenteert ze het tweede seizoen van RTL-programma Ons huis verdient het. 

## Opleiding en carrière
Van den Berg studeerde journalistiek aan de School voor Journalistiek in Utrecht en aan het Franse Centre de Formation des Journalistes in Parijs. In Parijs schreef ze voor De Telegraaf verhalen over Frankrijk. Later kwam hier een keur aan bladen en tijdschriften bij die haar verhalen en/of columns plaatsten. Af en toe is ze op televisie te zien, bijvoorbeeld bij het programma Kassa, als internetdeskundige.

## Schrijven
Van den Berg schreef in 2000 het boek Liefde op internet. In datzelfde jaar verscheen een verhaal in de bundel Eerste keus, ondertitel Geschreven door vrouwen voor vrouwen.
In 2011 verscheen haar boek 'Groen Doen', een zoektocht naar een klimaatvriendelijk leven.